# Segle IX aC
El segle IX aC és un període que transcorre des de l'any 900 aC fins al 801 aC i està marcat pel desenvolupament de les civilitzacions d'Orient i el sud del Mediterrani mentre Europa entra en l'edat del ferro.

## Política
Segons la llegenda, l'any 814 aC es funda Cartago per part de la reina Dido (coneguda sobretot per la seva aparició com a personatge a l'Eneida). Esdevé ben aviat una potència comercial, com altres ciutats fenícies, fent tractes amb pobles de les dues ribes de la Mediterrània. Més a l'est, Egipte continua dins l'anomenat Tercer període intermedi d'Egipte, amb una guerra civil conseqüència de les inundacions i posterior crisi d'aliments. Aquesta divisió interna no impedeix el seu domini sobre la zona, on sotmet diversos regnes i controla el tràfic amb el centre d'Àfrica.
Assíria, dins el període neoassiri, ha de lluitar per mantenir la seva hegemonia a Mesopotàmia amb petits regnes, com el de Manna i amb noves potències, com el recentment unificat Urartu. El regnat d'Assurnasirpal II és dels més potents des del punt de vista militar. La submissió progressiva de Babilònia portarà a la fusió posterior de les dues cultures. Al Llevant floreixen diverses ciutats estat a Israel i el Regne d'Aram a Damasc. A Orient, la Dinastia Zhou continua al poder a la Xina, amb guerres frontereres diverses, entre les quals destaquen les que van derrotar els hien-yun, avantpassats dels huns.
La major part d'Europa entra en l'Edat del ferro, amb una transició progressiva cap a la Cultura de Hallstatt. Els pobles del sud són els més avançats. A la península Ibèrica, Tartessos comença la seva expansió per Andalusia mentre que al Mediterrani central sorgeixen els etruscs com a nova potència. A Grècia, contínua el creixement d'Atenes, al mateix temps que neix la seva futura antagonista: Esparta.
Entre els pobles precolombins, cal destacar la civilització maia, dins el període preclàssic ple, i l'auge de la civilització olmeca, la qual a la nova seu de La Venta construeix piràmides i domina la regió des del punt de vista militar i cultural.

## Economia i societat
La majoria de pobles s'organitzen entorn de ciutats estat més o menys autònomes, que en el cas de les civilitzacions més poderoses depenen d'un rei únic que habita la capital o la ciutat més gran. Aquestes ciutats comercien amb aliats i es defensen de les incursions enemigues, per la qual cosa afavoreixen la divisió del treball: hi ha una classe guerrera, una artesana, una agrícola (el gruix de la riquesa prové sens dubte del camp), una comercial i una sacerdotal o funcionarial, que combina funcions religioses, administratives i intel·lectuals (com els homes-jaguar olmeques, o els escribes egipcis). La piràmide social s'articular al voltant dels llinatges dels monarques, posteriorment els nobles o classes privilegiades i al final la resta del poble, que sovint comprèn serfs, esclaus i presoners de guerra que fan les tasques més feixugues. En alguns casos aquesta divisió es codifica, com el cas de les quatre ocupacions xineses.
Un refredament del clima va fer retrocedir gran part del comerç europeu, mentre que els pobles mediterranis no es veien afectats. Els principals intercanvis es feien a les colònies marítimes i ports, perquè la navegació va continuar millorant durant el segle ix aC. El comerç interior, en canvi, era sobretot terrestre, a lloms d'animals de càrrega que anaven als mercats.

## Invents i descobriments
Durant aquest període augmenta el coneixement del cel. Així, es perfecciona el rellotge de sol i es recullen fites astronòmiques com els eclipsis o la posició de determinades estrelles, tant a l'Orient Mitjà com a la Xina. A l'Índia comencen a usar mètodes per operar amb nombres força elevats (les futures potències), adequats per als còmputs astronòmics però també religiosos.
L'alfabet grec va aparèixer aproximadament en aquesta època, imposant-se com a sistema d'escriptura del grec i altres llengües veïnes.

## Art, cultura i pensament
Les llengües celtes comencen la seva expansió a Europa. El grec és l'idioma de cultura al sud, ja que en aquesta època es creu que viu Homer (però és una datació controvertida), el qual crea l'Odissea i la Ilíada, poemes èpics que faran de la literatura hel·lènica el model durant segles (formant part del cànon de l'anomenada Antiguitat clàssica). Aquest grec no està encara plenament estandarditzat, ja que els dialectes de cada zona presenten variacions rellevants.
Els textos religiosos més importants són els brahmana hindús i els primers llibres de la Bíblia, que segons la hipòtesi documental a partir d'aquesta data combina quatre fonts orals independents.
En l'art grec es dona l'estil geomètric